# ドードーの悲劇
「ドードーの悲劇」（ドードーのひげき）は、イギリスのSFドラマ『プライミーバル』の第1章第4話。2007年3月3日にITVで初放送された。ロンドン市内のサッカースタジアムに開いた時空の亀裂からドードーが侵入し、1羽確保したトムが噛まれて寄生虫に侵され、陰謀論を妄信して凶行に走る。

## あらすじ
前話で後期白亜紀から内務省へ連行されたヘレンは、レスターによる尋問の後に「あと24時間以内に手を打たないと狂暴なサーベルタイガーがロンドンの市街地で暴れ回ることになる」と予告する。ヘレンの言う座標に向かうとそこはサッカースタジアムであり、そのキッチンに置かれた冷蔵庫の中に亀裂が開いていた。肉の匂いでサーベルタイガーが寄って来ると指摘して冷蔵庫の扉を開かせた彼女は、亀裂の中に逃げ込んで姿を消す。
亀裂の向こうには何十もの亀裂が開いた時空の交差点が形成されており、ヘレンの追跡は不可能だった。やがて亀裂からは複数のドードーが姿を現わし、調査チームと特殊部隊はキッチンの備品で次々に確保する。温和な鳥たちを前に笑顔の零れるチームだったが、ドードーを亀裂に帰した直後、1羽のドードーがキッチンで死亡していることが判明する。調査チームはこの1羽の死体を持ち帰り解剖することにする。
一方、既にスタジアムの外に別のドードーが1羽逃げていた。前々話と前話のコナーの言動を怪しんでいた彼の友人トムとダンカンはコナーのカバンに小型発信機を仕込んでおり、発信機を偶然飲み込んだドードーが姿を現わしたことでこの個体を確保する。トムはドードーが絶滅種をクローン技術で復活させるという陰謀論の証拠だと主張してドードーを保護するが、このドードーは寄生虫に侵されており、ドードーに噛まれたトムも宿主になってしまう。
調査チームも解剖の結果寄生虫の存在に気付き、やがてダンカンから連絡を受けたコナーが仲介することで、トムが宿主になっていることが判明する。病院で医者を襲うなど狂暴性を増していたトムは陰謀の証拠を求めて発信機を追跡し、ドードーの死体を管理していたアビーと遭遇する。アビーは力づくでトムに抑え込まれ、亀裂の場所を教えると約束してしまう。
スタジアムに到着したトムとアビーだが、冷蔵庫の亀裂は既に閉じていた。騙されたと解釈したトムはアビーに襲い掛かり、追走劇を繰り広げた後、グラウンドで特殊部隊に包囲される。既に寄生虫に致命的なまでに体を侵されていたトムはコナーと再会し、陰謀論を認めるコナーに看取られながら息を引き取る。

## キャスト
日本語吹替声優は左からNHK放送版、DVD版の順。
ニック・カッター
演 - ダグラス・ヘンシュオール、声 - 堀内賢雄/大塚芳忠
スティーブン・ハート
演 - ジェームズ・マレー、声 - 川本克彦/加瀬康之
コナー・テンプル
演 - アンドリュー・リー・ポッツ、声 - 宮下栄治/浪川大輔
アビー・メイトランド
演 - ハナ・スピアリット、声 - 斉藤梨絵/足立友
クローディア・ブラウン
演 - ルーシー・ブラウン、声 - 加藤優子/小林さやか
ヘレン・カッター
演 - ジュリエット・オーブリー、声 - 唐沢潤/赤池裕美子
ジェームズ・レスター
演 - ベン・ミラー、声 - 横島亘/御園行洋
トム・ライアン
演 - マーク・ウェイクリング、声 - 藤真秀/一馬芳和
トム
演 - ジェイク・カラン
ダンカン
演 - ジェームズ・ブラッドショー

## 登場する生物
ドードー
モーリシャス島でドードーと遭遇した水兵の目撃証言に基づいて再現されている。
寄生虫
ドラマオリジナル生物。ニックにより新種のサナダムシと推測されており、繁殖のために宿主の体内を移動して行動を支配するというその生態は同じく扁形動物の吸虫に多く見られる生態を参考にして設定されている。

## 放送
イギリスではITVで2007年3月3日に、ドイツではプロジーベンにて Verschwörungstheorie という題で2007年6月25日に初放送された。アメリカ合衆国ではBBCアメリカにて2008年8月30日に放送された。
日本では2009年1月3日午後5時10分からNHK総合で前話「海の怪物」に続けて初放送された。同年8月8日にはNHKデジタル衛星ハイビジョンで午後3時30分から、8月25日には同じくNHK総合で午後5時5分から、第2章の放送に合わせて再放送された。2010年4月25日には午前10時50分から第3章の放送に合わせて再放送された。

## 批評家の反応
Webサイト The Sci-Fi Online のポール・シンプソンは、「ドードーの悲劇」に10点満点中7点の評価を付けた。彼は寄生や偏執病がパニックものでは標準的なジャンルだと指摘しつつも、これまでのエピソードほど他作品に影響を受けていないと述べた。彼は中盤で茶番を挟みつつも終盤でシリアスな展開に持ち込んだストーリーラインを称賛し、トムとダンカンがシリーズにおける立ち位置を確立した終盤では映画『原子人間』を想起させると評価した。また、ニックがコナーを助けに来るという両者の関係性がシリーズの静かな強みになっているとも述べた。彼は「ドードーの悲劇」でこれまでのエピソードからテンポが変わっていることを指摘し、監督と脚本家の交代のどちらに起因するかは分からないと述べた上で、第2章製作の可能性を高めるための賭けだと主張した。